# أليساندرو فينيسيوس
أليساندرو فينيسيوس هو لاعب كرة قدم برازيلي في مركز الوسط، ولد في 15 فبراير 1999 في إيتابيرا في البرازيل. لعب مع أتلتيكو مينيرو.